# Hildur Nygren

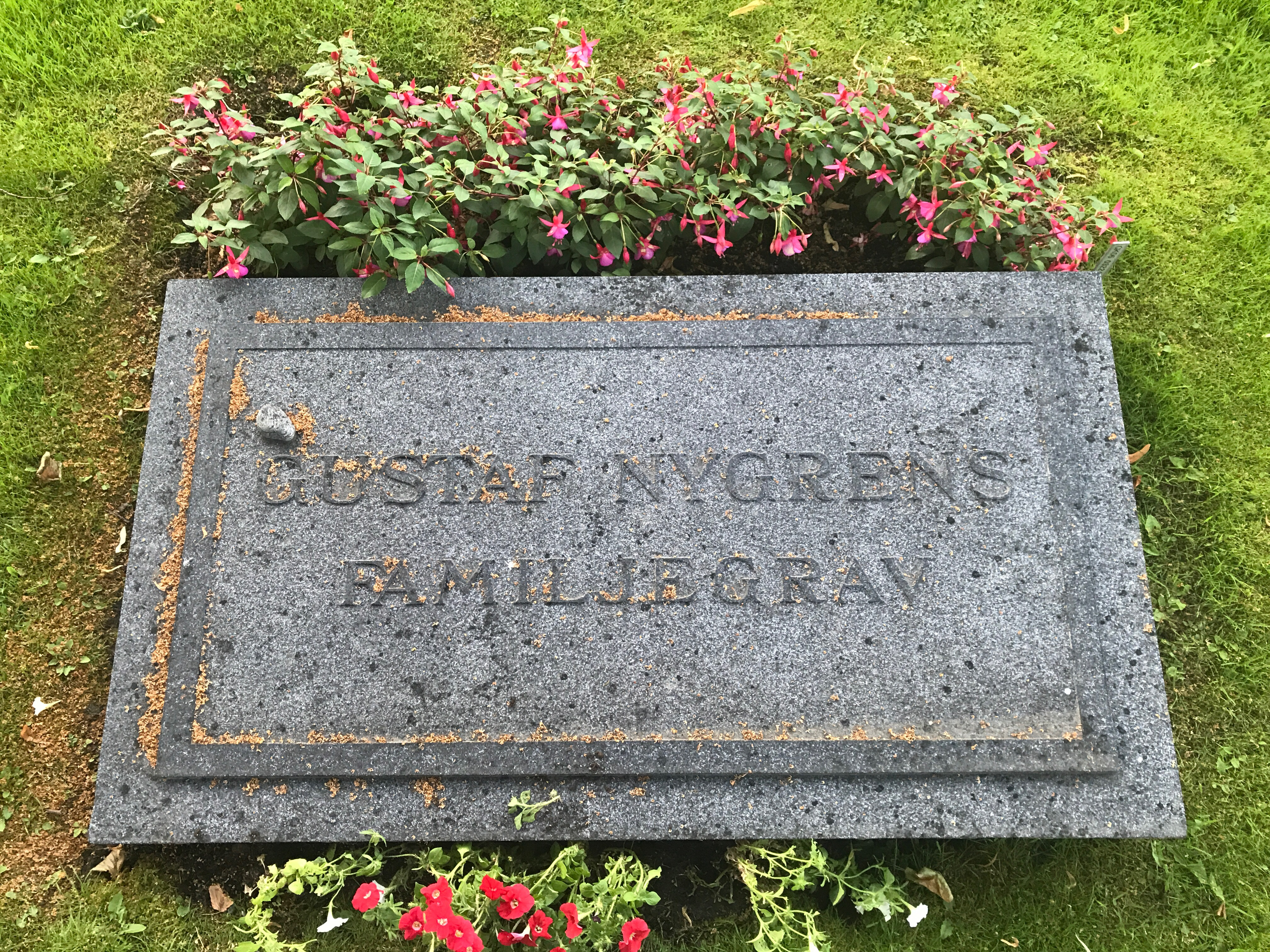
Gravvård Gamla kyrkogården, Gävle

Hildur Kristina Nygren, född 22 mars 1896 i Gävle, död 24 april 1962 i Lidingö, var en svensk socialdemokratisk ämbetsman och politiker. Hon Sveriges ecklesiastikminister under år 1951. Hon var Sveriges andra kvinnliga minister. 

## Biografi
Hildur Nygren genomgick Rostads folkskoleseminarium i Kalmar och återvände efter examen till sin hemstad Gävle, där hon verkade som folkskollärarinna och var distriktsöverlärare 1941–1947. Hon var även ordförande i Sveriges folkskollärarinneförbund 1941–1947. Åren 1941–1952 representerade hon socialdemokraterna i riksdagen. I en av sina första insatser arbetade hon för att tvångssteriliseringar skulle kunna tillämpas även på "asociala" individer. 
”Det är en mycket allmän uppfattning bland dem som syssla med sociala arbetsuppgifter i detta land att sådana individer i alltför hög grad betunga den allmänna budgeten till ofrånkomlig skada för det mervärdiga folkmaterialet”
År 1947 tillträdde hon ett vikariat för Josef Weijne som undervisningsråd i Skolöverstyrelsen, från 1951 ordinarie och från 1954 även ställföreträdare för generaldirektören. Efter Weijnes död efterträdde Nygren honom även som statsråd och chef för ecklesiastikdepartementet 17 mars 1951 – 1 oktober 1951. 
Nygrens tid som statsråd blev emellertid kort, eftersom hon redan på hösten samma år fick träda tillbaka i samband med bildandet av koalitionsregeringen mellan socialdemokraterna och bondeförbundet. I Tage Erlanders dagböcker skildras Nygren i inte alltför positiva ordalag, och det finns tecken på att Erlander såg chansen att bli av med Nygren genom den nya koalitionen. Nygren själv lär, enligt Erlanders dagböcker, ha uttryckt önskan att ta vilken ministerpost som helst bara hon fick stanna kvar i regeringen.
Efter sin tid som minister återvände Nygren till Skolöverstyrelsen som undervisningsråd. Hon fick huvudansvaret för de skolsociala frågorna. Hon fick även uppdraget att utreda hur landvinningar inom audiologin och audiometrin skulle kunna användas på döva barn. 
Hildur Nygren ligger begravd på Gamla kyrkogården i Gävle.